# 高鹰忠
高鹰忠（1968年—），汉族，中华人民共和国政治人物、第十一届全国政协委员。
担任浙江省信息产业厅厅长、省信息办主任。2008年，当选第十一届全国政协委员，代表无党派人士，分入第十四组。2018年1月，当选第十三届全国政协委员。